# Visuelle Klippe

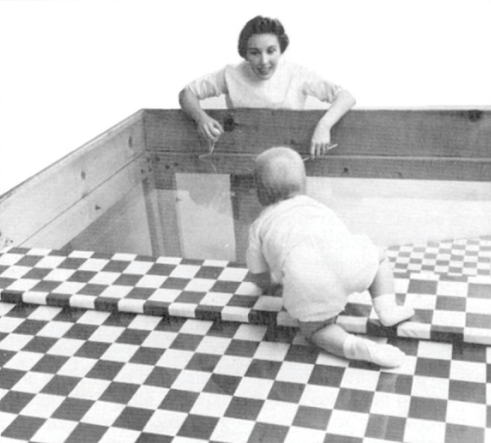
Die Mutter ermuntert ihr Kind von der gegenüberliegenden Seite einer „visuellen Klippe“, zu ihr zu krabbeln. Trotz der durchsichtigen Oberfläche versucht das Kind, zu seiner Mutter zu krabbeln.

Die visuelle Klippe (engl. visual cliff) ist eine Versuchsanordnung zur räumlichen Wahrnehmung, die auf Eleanor J. Gibson und Richard Walk (1960) zurückgeht. Bei dem Versuch werden Kleinkinder bzw. Säuglinge in die Mitte eines Tisches gesetzt, dessen Tischplatte aus durchsichtigem Glas besteht. Die eine Hälfte der Tischplatte ist mit einem Schachbrettmuster unterlegt. Bei der anderen Hälfte wird das Schachbrettmuster auf dem Boden fortgesetzt, also etwa 1 m unter der Tischplatte, so dass ein Tiefeneindruck entsteht.
Kinder, die gerade zu krabbeln anfangen, bewegen sich in der Regel nicht über die Seite, an der das Schachbrettmuster am Boden fortgesetzt wird, wenn sie von ihren Müttern von dieser Seite gelockt werden. Anders hingegen bei der Tisch-Hälfte, die direkt mit einem Schachbrettmuster unterlegt ist.
Bei Säuglingen, die sich noch nicht fortbewegen können, hat man Unterschiede in der Herzrate feststellen können, je nachdem welcher Hälfte des Tisches sie mit dem Kopf zugewandt waren. Dabei war die Herzrate geringer, wenn sie über der Hälfte lagen, bei der das Schachbrettmuster am Boden fortgesetzt wurde, während sie auf der unterlegten Seite höher war. Auch wenn dieses Ergebnis kontraindiziert ist, zeigt es, dass schon Säuglinge fähig sind, Tiefe wahrzunehmen.